# 沸騰石

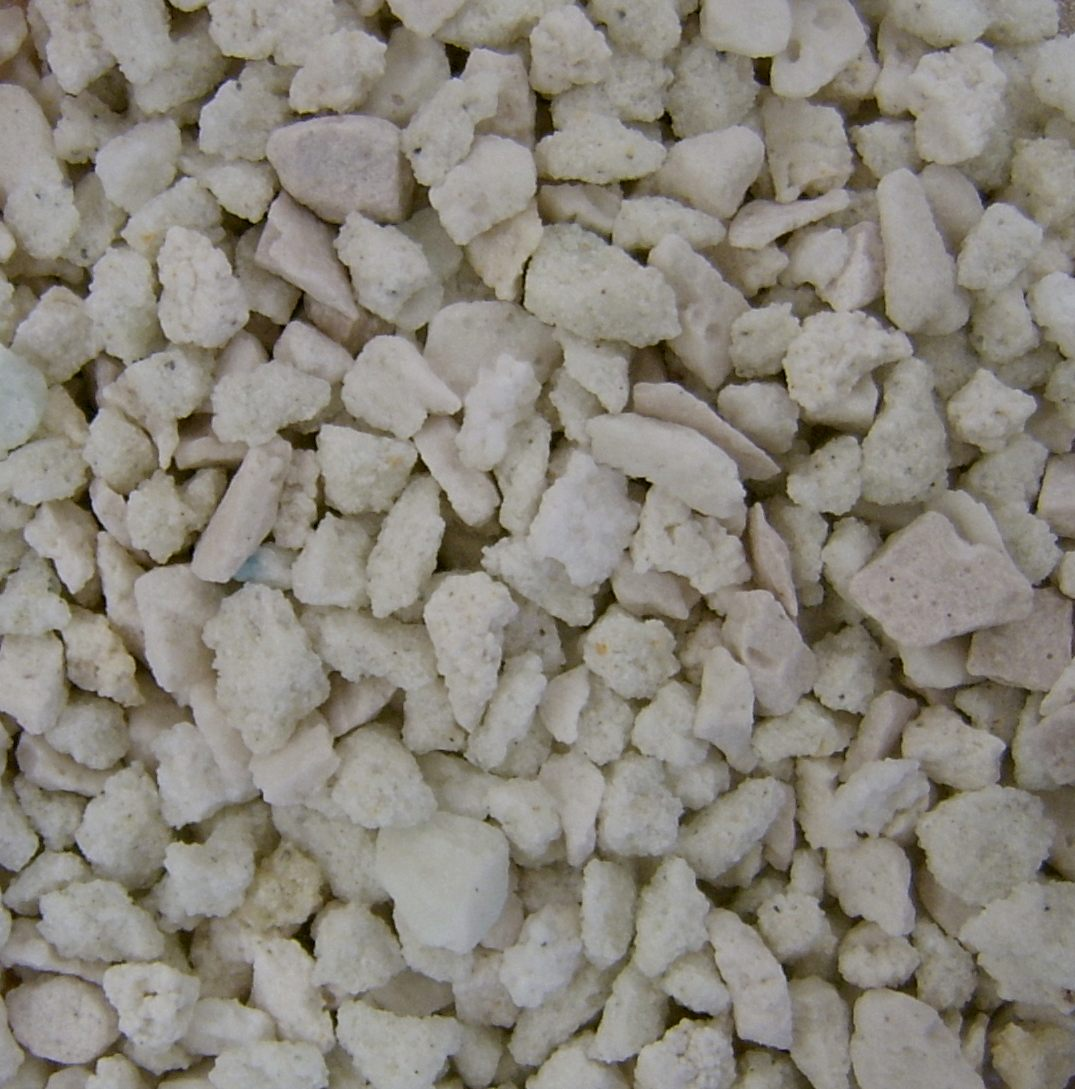
市販の実験用沸騰石

沸騰石（ふっとうせき）とは、液体を加熱して沸点に到達した後の急激な沸騰（突沸）を防ぐ目的で、あらかじめ液体中に加えておく石、または多孔質物体。ケミカルストーンともいう。
液体を加熱すると、その液体の成分や加熱条件によっては、沸点に達しても沸騰しない場合がある。この状態を過沸騰と呼び、一種の準安定状態である。この過熱状態のときに、物理的な衝撃や異物が液体に加えられると液体から気体への相転移が起き、液体全体に広がる（突沸）。液体から気体への相転移では体積の膨張が大きいので、液体や蒸気が飛散し、事故が起こる可能性がある。そのため、突沸を防ぐ目的で沸騰石をあらかじめ液体中に加えておく。

## 原理
日常の中で水を加熱した場合は、二酸化炭素、酸素など溶存していた空気成分が加熱によって飽和状態（温度が上がると水に溶ける気体の量が少なくなる。溶解度を参照。）になり、溶けなくなった空気成分が小さな泡を作る。この泡が沸騰（相転移）の核となるため、突沸は比較的起こりにくい。しかし、同じように水を加熱した場合でも、極弱火で非常にゆっくりと水温を上げた場合や、電子レンジを用いるなど短時間で温度を上げた場合は、溶けていた気体が過飽和のまま微小気泡が発生せず過熱状態となるため、突沸が起こる可能性が高い。
そこで液体中に常に相転移の核になる微細気泡を存在させれば、突沸を防ぐことができる。液体に毛細管や多孔質物質を加えておく、あるいは加熱中に攪拌子で攪拌（）する、などの方法がある。沸点測定の場合は、毛細管の先端から連続的に気泡が発生する温度を測定する。
毛細管の内面が完全に濡れて気泡が失われてしまうと突沸を防ぐ機能が失われてしまうため、気泡を含んだ微細孔を多数もつ素材が利用される。一般には素焼の小片などが利用され、沸騰石と呼ばれる。あるいはガラスに空気を練り込んだものでもよく、すなわちガラス沸騰石もよく使われる。それ以外の材質でも、多孔質の素材が沸騰石として製品化されている。
沸騰石であっても、一度火を落として温度を下げてしまうと、気体部分の蒸気が液化して微細管の中に液体を引き込んで表面の気泡が失われてしまうため、沸騰石の性質を失ってしまう。したがって、温度を下げて沸騰を停止させたら、加熱する前に新しい沸騰石を追加する必要があるほか、一度使用した沸騰石は微細孔が不溶物でふさがっていたりするので、完全に乾いていても再使用してはならない（「沸騰石は使い捨て」と考えるべきである）。また、過熱状態において沸騰石を投入すると逆に突沸を誘発するので、加熱の途中で沸騰石を投入するようなことは行ってはならない。家庭においても、水や牛乳などを加熱したのち、砂糖などをいきなり加えたり衝撃を与えたりすると、沸騰石の働きをしてしまうため、突沸が起こる場合があるとされている。味噌汁についても突沸の例が報告されており、だし入りの味噌、ステンレス三層鍋を使う場合には注意が必要であるとされている。

## 材質
内部に多数の孔があり、ここに閉じ込められた気泡が沸騰の核になって突沸を防ぐ。溶かして気泡を混ぜ込んだガラスが用いられたり、砕いた素焼きの粒が市販されている。このほか、投入先の液体の性質を損なわず、液体によって沸騰石自体が分解されるおそれがない多孔質のものであれば、基本的に材質は問わない。実験の精密さを求めないのであれば、割り箸などでも代用可能である。コーヒーをいれるサイフォンでは多くの場合、鉄の鎖が使われている。